# Parc Planty de Cracovie
Le parc Planty de Cracovie est un parc urbain situé à la périphérie de la vieille ville de Cracovie (Pologne).

## Historique
Les fortifications et le mur d'enceinte entourant la vieille ville sont démolis au début du XIXe siècle, laissant place à des fossés et remblais de terre.
Quelque temps délaissée, la zone est d'abord utilisée comme décharge publique par les habitants. 
Feliks Radwański (1756–1826) (pl) propose l'idée de créer des "jardins urbains" dans cette région, en reprenant le terme de Planty (plantation).
Les premiers travaux sont le nivellement de la zone et le remblaiement des fossés pour obtenir un sol fertilisé. 
La barbacane reste dans le parc ainsi créé. Ensuite, diverses essences sont introduites, principalement des châtaigniers, des érables, des tilleuls, des frênes, des peupliers, ainsi que quelques arbres exotiques. 
Plus tard sont plantés des arbustes, et des pelouses et parterres de fleurs sont créés; arrivent ensuite les allées et les terrains de jeux.
À partir de 1827, le parc Planty recouvre également la colline du Wawel de pêchers et de vignobles situés sur le versant sud, supprimés dans les années 1850 par l’armée autrichienne qui transforme la colline en citadelle et caserne.
Le parc ainsi créé s'appelle aussi promenades en ville.
À la mort de Radwański en 1826, c'est Florian Straszewski (pl) qui prend la direction du parc appelé aussi promenades en ville et, en 1830, il crée une fondation pour l'entretien de Planty.
Dans les années suivantes, plusieurs kiosques et un pavillon de concert y trouvent place. 
Les travaux d'entretien habituels effectués par les jardiniers, selon le règlement établi par les autorités de la ville en 1879 : le parc est divisé en neuf districts, entretenus sous cette forme jusqu'au milieu du XXe siècle.
Le parc Planty devient un lieu de promenades, de rencontres sociales et même de célébrations nationales. 
En 1871, une Commission des plantations est créée. Elle s'occupe de l'aménagement, de son entretien permanent, et décore le parc avec des monuments. 
En 1919, le Chêne de la liberté est planté devant le Collegium Novum. À la sortie de la rue Lubicz se trouvait avant la Seconde Guerre mondiale, un orme commémoratif qui avait été planté par Tadeusz Kościuszko lui-même.
Pendant la Seconde Guerre mondiale, le parc est considérablement dévasté : les Allemands ont coupé des buissons et déposé la clôture décorative à des fins de guerre qui séparait les allées piétonnes de la verdure. 
Après-guerre, le parc est préservé de toutes dégradations, mais ce n'est qu'en 1989 que le parc est revitalisé par le projet du professeur Janusz Bogdanowski (pl) qui engage la restauration de l'architecture : lampes stylées, clôtures, bancs... 
Le tracé des murs de défense et l'emplacement des tours et des portes de la ville est de nouveau matérialisé à l'aide de murs de pierre.

## Galerie

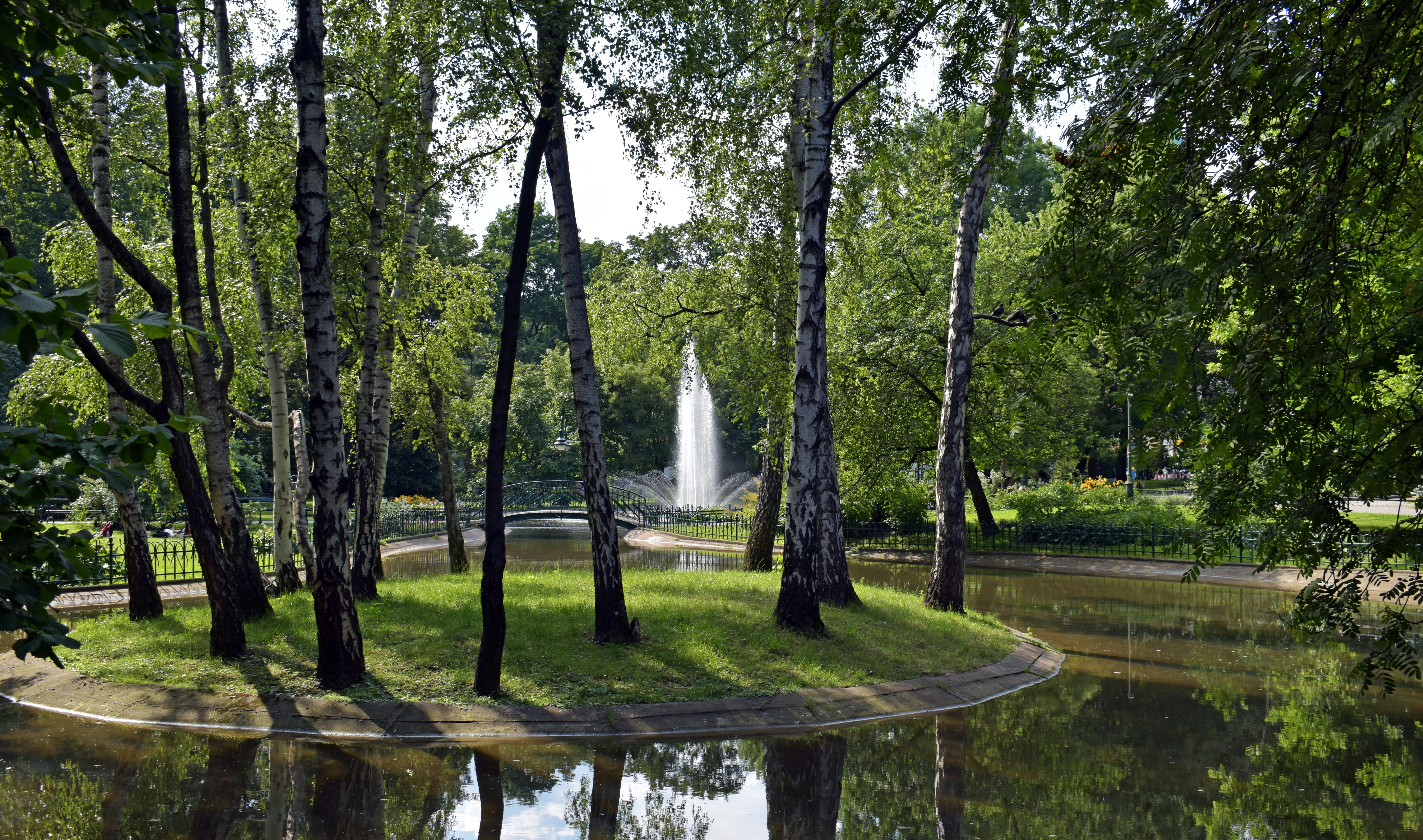
.
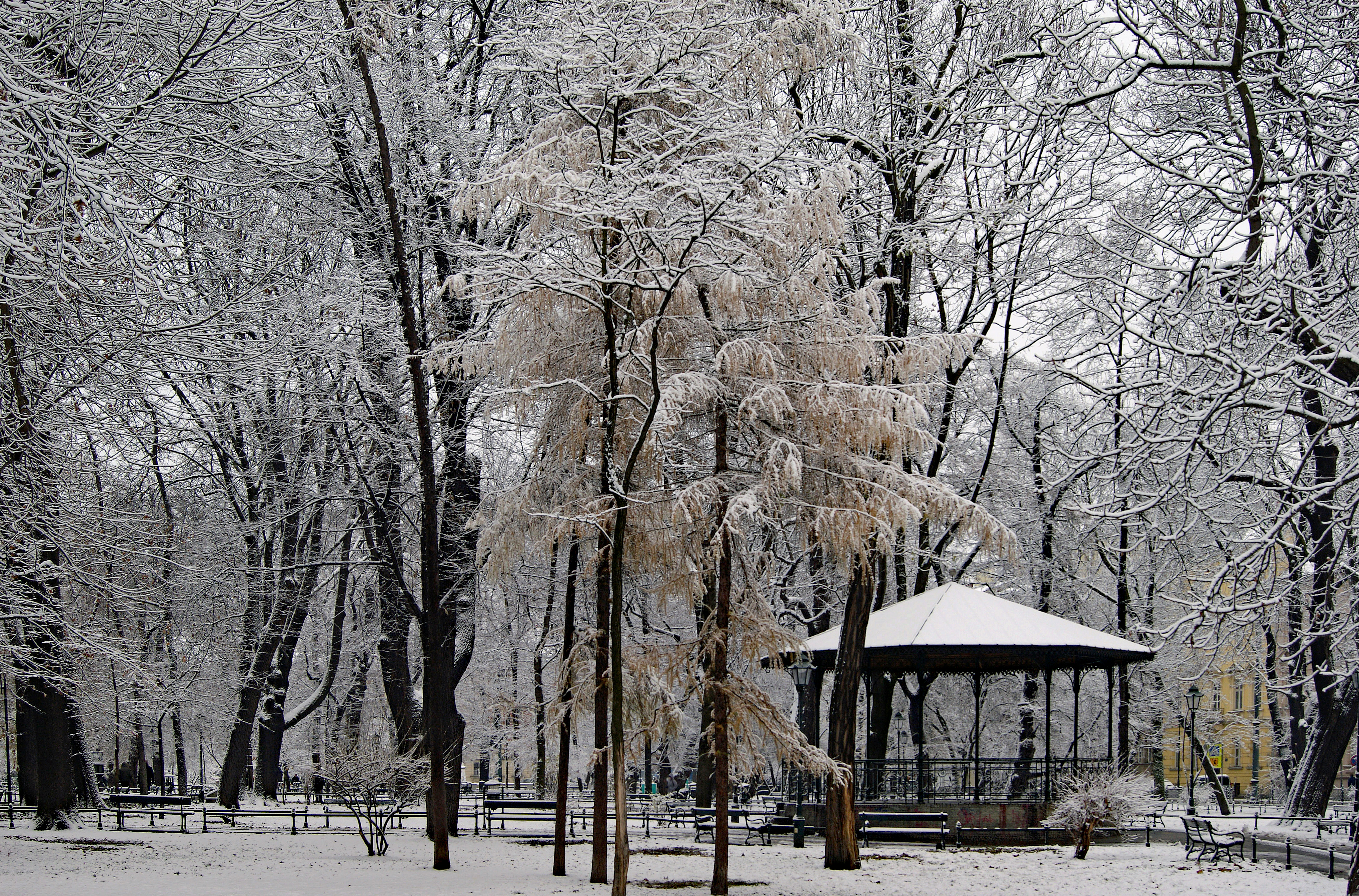
.
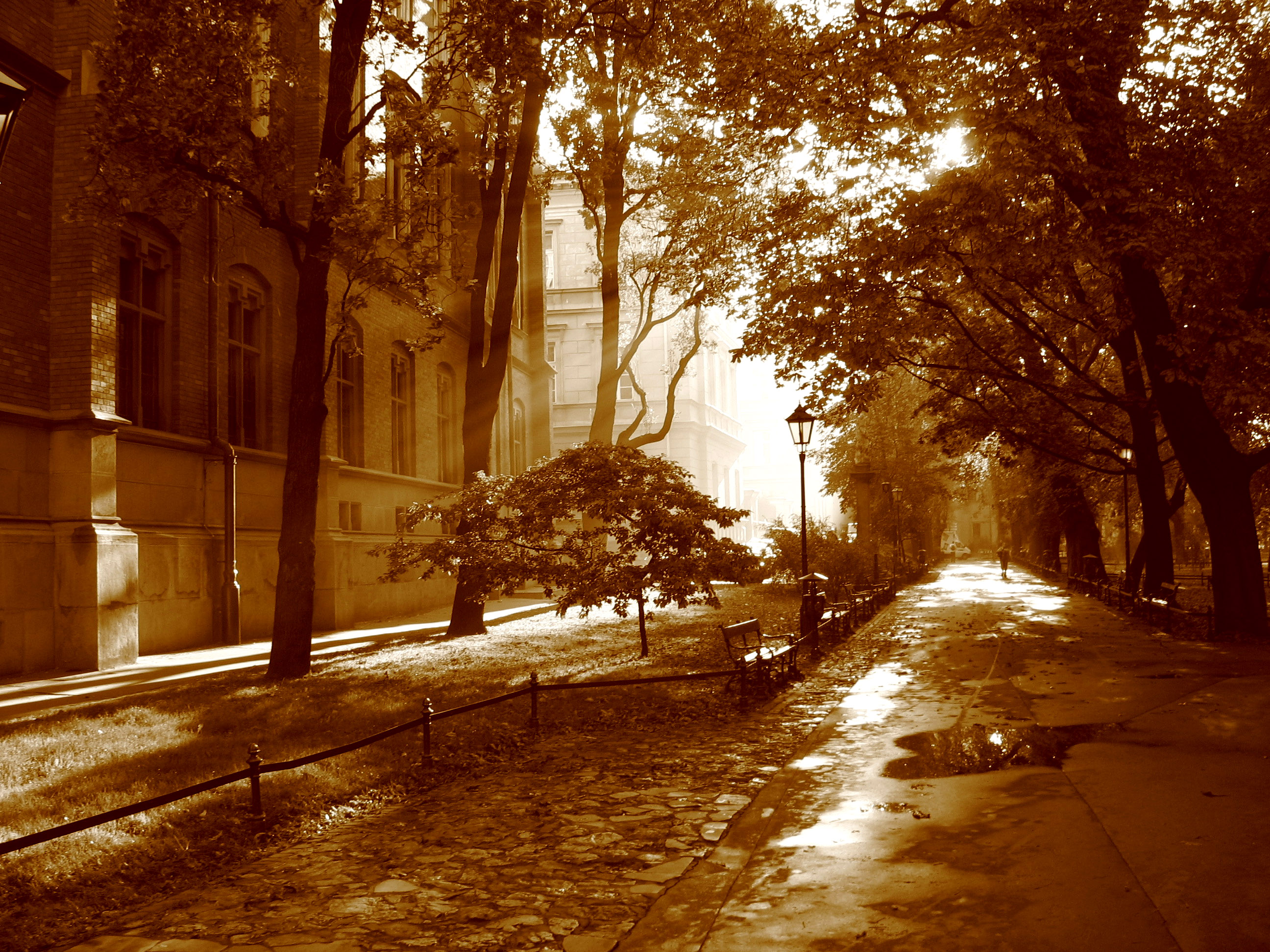
.
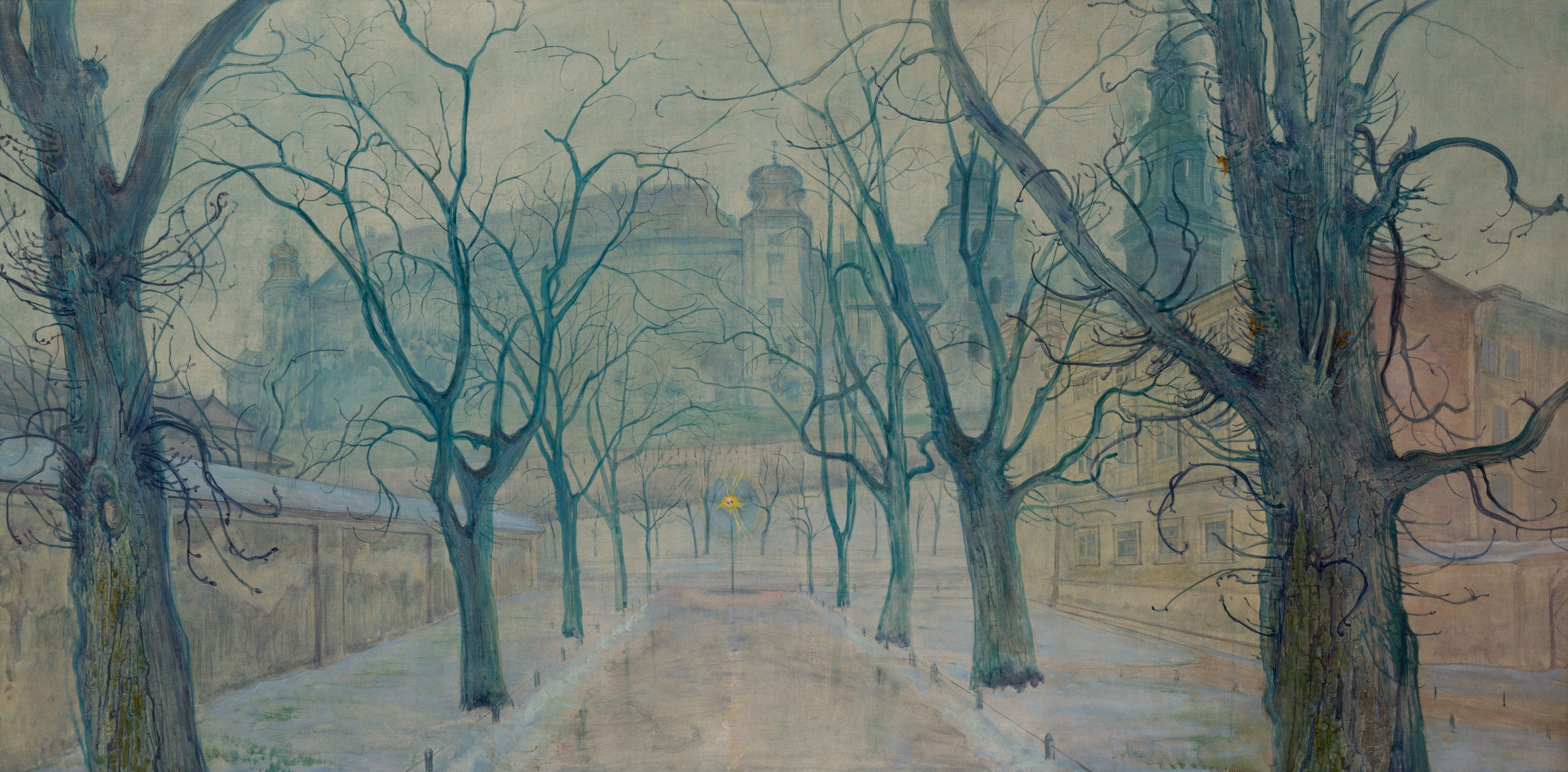
Le parc Planty à l'aube, de Stanisław Wyspiański.
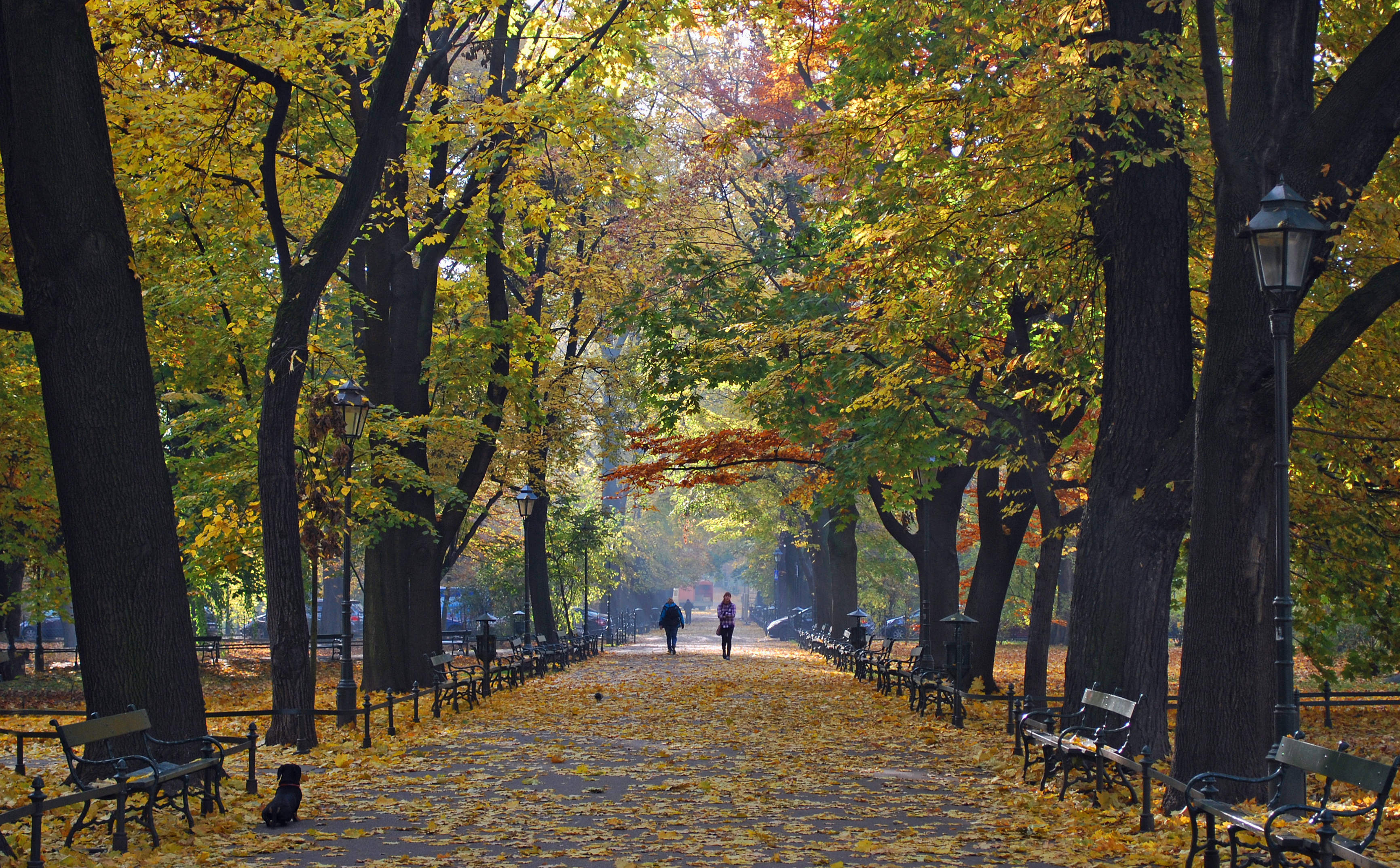
Le parc en automne .
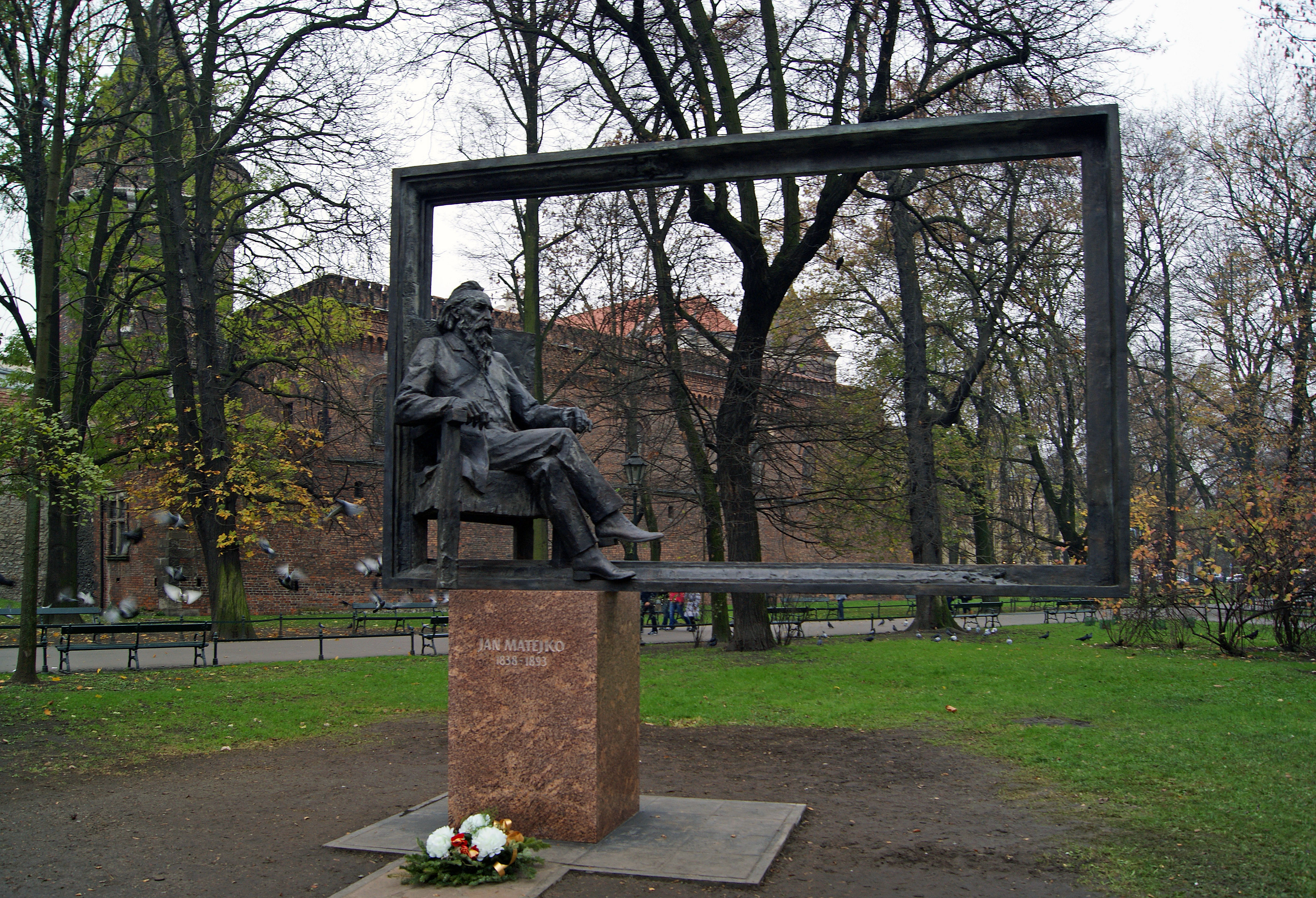
Monument à Jan Matejko.
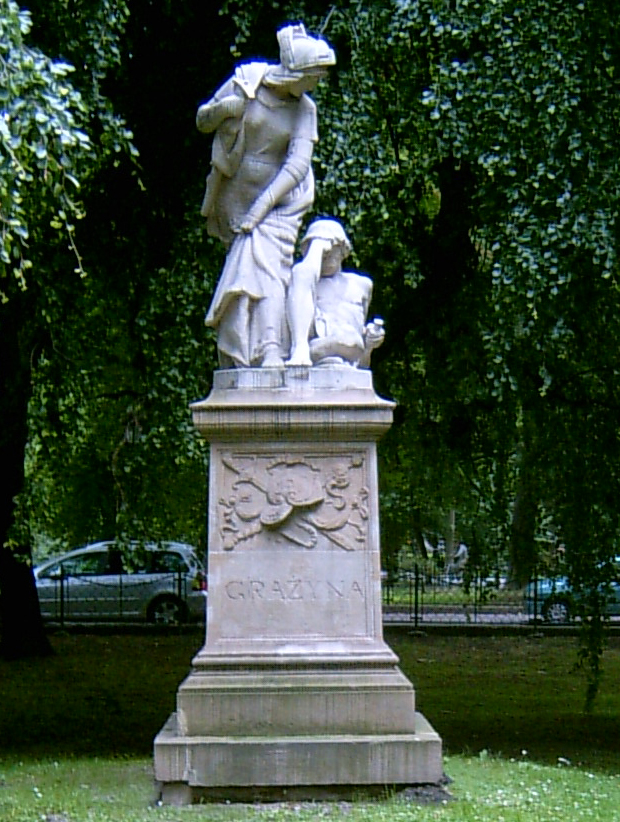
Grażyna, dans le parc de Cracovie.
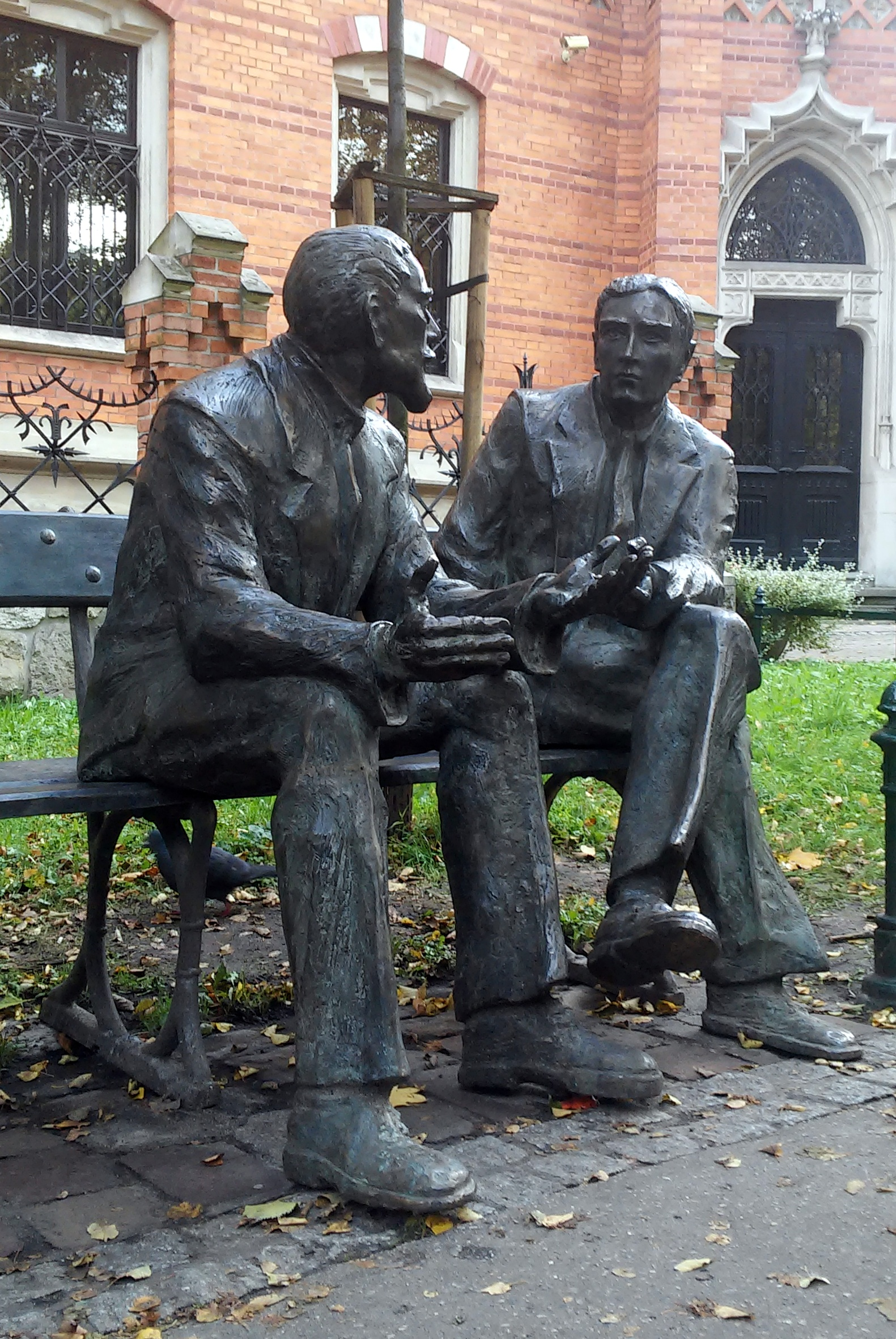
Banc commémoratif de Stefan Banach et Otto Nikodym dans le parc.